# Яцьківка
Я́цьківка — село в Україні, у Лиманській міській територіальній громаді Краматорського району Донецької області. Населення 374 осіб (2015).

## Історія
23 липня 2015 року Яцьківська сільська рада об'єднана з Лиманською міською громадою.
17 липня 2020 року, в результаті адміністративно-територіальної реформи та ліквідації Лиманського району, село увійшло до складу Краматорського району.
З початку російського вторгнення в Україну село тимчасово перебувало під російською окупацією. 
23 вересня 2022 року Генеральний штаб Збройних сил України повідомив про звільнення від російських окупантів й встановлення контролю над селом Яцьківка та відновлення раніше втрачених позицій на Бахмутському напрямку.

## Населення

### Мова
Розподіл населення за рідною мовою за даними перепису 2001 року:
| Мова            | Кількість | Відсоток |
| --------------- | --------- | -------- |
| українська      | 428       | 87.35%   |
| російська       | 61        | 12.45%   |
| інші/не вказали | 1         | 0.20%    |
| Усього          | 490       | 100%     |